# Orc
Un orc és un monstre propi dels llibres i jocs de fantasia, d'aspecte antropomorf i pell verda. Acostuma a ser molt ferotge, especialment en grup, i no té gaire intel·ligència. La seva popularitat ve de les històries de J.R.R. Tolkien i totes les seves ramificacions posteriors. Als seus orígens eren criatures similars als ogres, tal com apareixen a les obres anglosaxones medievals. Posteriorment van adquirir trets específics com el color verdós o marró, present a diverses obres de fantasia i a jocs derivats com la saga de Warhammer.